# Dub u Senětické hájenky
Dub u Senětické hájenky je památný strom u Kostelce u Stříbra. Více než dvěstěpadesátiletý dub letní (Quercus robur) roste vedle lovecké chaty (bývalé hájenky Senětice) v nadmořské výšce 488 m, u silnice č. 193 spojující Kladruby a Skapce. Kmen s mechem porostlou patou se větví ve 4 metrech na dvě hlavní větve. Obvod kmene měří 485 cm (měření 2005) a koruna stromu dosahuje do výšky 25 m (měření 1980). Dub je chráněn od roku 1981 pro svůj vzrůst.
Asi 30 m jižně od dubu roste při lesní cestě statná douglaska tisolistá (Pseudotsuga menziesii) s obvodem kmene 357 cm (měření 2005).

## Stromy v okolí
- Duby nad Pozorkou
- Dub u Kráčny
- Topol bílý v Pozorce
- Lípa u Petrova mlýna